# Émile Hamilius
Emil (Émile) Hamilius (Esch-sur-Alzette, 16 mei 1897 – Luxemburg-Stad, 7 maart 1971) was een Luxemburgs voetballer en politicus.

## Biografie
Émile Hamilius, bijnaam Mulles, was een zoon van smid Johann Hamilius en Catharina Hoffmann. Hamilius voetbalde bij de club Fola Esch. Hij speelde als verdediger ook bij het Luxemburgs nationaal elftal, dat de tiende plaats behaalde bij het voetballen op de Olympische Zomerspelen 1920 in België. Beroepsmatig had Hamilius aanvankelijk een loopbaan als officier bij de Strijdkrachten van Luxemburg, later werd hij zakenman.
Hamilius was medeoprichter van de Groupement Patriotique et Démocratique, later de Demokratesch Partei (DP). Van 1946 tot 1963 was hij burgemeester van de stad Luxemburg. Hij was ook lid van de Kamer van Afgevaardigden (1937-1940, 1945-1958 en 1959-1964). 
Hamilius overleed op 73-jarige leeftijd en werd begraven op de Cimetière Notre-Dame. Hij is de vader van Jean Hamilius, die ook DP-politicus werd.

## Onderscheidingen
- Grootofficier in de Orde van de Eikenkroon
- Grootofficier in de Orde van Verdienste van Adolf van Nassau
- Grootofficier in de Orde van Verdienste van het Groothertogdom Luxemburg
- Commandeur in het Legioen van Eer
- Grootofficier in de Kroonorde van België
- Grootofficier in de Orde van Leopold II
- Commandeur in de Orde van Oranje-Nassau

François Scheffer · Jean-Baptiste Servais · Baron de Tornaco · Bonaventure Dutreux-Boch · François Scheffer · Constantin Joseph Pescatore · François Scheffer · François Röser · François Scheffer · Fernand Pescatore · Jean-Pierre David Heldenstein · Gabriel de Marie · Jean-Pierre David Heldenstein · Théodore Eberhard · Jean Mersch-Wittenauer · Charles Simonis · Emmanuel Servais · Alexis Brasseur · Émile Mousel · Alphonse Munchen · Léandre Lacroix · Luc Housse · Gaston Diderich · Émile Hamilius · Paul Wilwertz · Colette Flesch · Camille Polfer · Lydie Polfer · Paul Helminger · Xavier Bettel · Lydie Polfer
- Gemeinsame Normdatei: 1111709866
- Système universitaire de documentation: 248871412
- Virtual International Authority File: 2546147270733635700000
- WorldCat: E39PBJtcKVqRFYwXvXdHr9xqwC